# 奇爾豪伊 (密蘇里州)
奇爾豪伊（英語：Chilhowee）是位於美國密蘇里州約翰遜縣的城市。

## 人口
根據2020年美國人口普查的數據，奇爾豪伊的面積為0.93平方千米，皆為陸地。當地共有人口291人，而人口密度為每平方千米313人。